# ディナモ・スタジアム (モスクワ)
ディナモ・スタジアム（露: Стадион Динамо）、英: Dynamo Stadium）は、かつてロシア・モスクワにあったスタジアムである。1928年に完成。収容人数は36,540人。FCディナモ・モスクワの本拠地として使用されていた。

## 概要
ディナモ・スタジアムは建築家のアルカジー・ラングマンとレオニード・チェリコヴェルによって設計され、1928年に完成をした。
1980年のモスクワオリンピックではグループステージ、準々決勝、3位決定戦のサッカー競技会場として使用された。
FCディナモ・モスクワの伝説的GK、レフ・ヤシンのモニュメントは北側の入り口に設置されている。VIP席は北と南の入り口の上に位置している。2007年6月、老朽化が進んだディナモ・スタジアムは解体され、新たに近代的なスタジアムを建設する事が発表された。2008年にスタジアムは80周年を迎え、2008年11月22日、ディナモ・スタジアムでの最後の試合が行われスタジアムは閉鎖された。跡地にはVTBアレーナ(仮名)が建設される予定である。このスタジアムをホームとして使っていたFCディナモ・モスクワはアレーナ・ヒムキに移動した。

## 主なコンサート
- 1996年7月23日、イギリスのハードロックバンドのディープ・パープルがコンサートを行った。
- 1996年9月17日にはマイケル・ジャクソンのヒストリー・ワールド・ツアーのロシア会場として利用された[2]。